# 江野沢愛美
江野沢 愛美（えのさわ まなみ、1996年〈平成8年〉11月1日 - ）は、日本の女性ファッションモデル、女優、タレントであり、元『non-no』、『Seventeen』（集英社）、『ピチレモン』（学研プラス）の専属モデル。
千葉県出身。2025年7月までエイベックス・マネジメント・エージェンシーに所属。
夫は元タレントの北條慶。

## 略歴
2007年、『エイベックス 俳優・タレント・モデルオーディション』に合格し、エイベックス・エンタテインメントに所属する。
2008年から『ピチレモン』の専属モデルを務め、2013年4月号をもって専属モデルを卒業した。
2009年には公開の映画『年々歳々』で映画デビュー、初主演を果たす。また、所属事務所の分割に伴い、所属がエイベックス・マネジメントへと変更された。
『Seventeen』2013年7月号より同誌専属モデルとなり、2017年12月1日発売の『Seventeen』2018年1月号をもって4年半務めたSeventeenの専属モデルを卒業した。
『non-no』2018年3月号より同誌専属モデルとなり、2023年1月20日発売の3月号をもって卒業した。
2023年3月21日、元タレントの北條慶と結婚したことを報告した。8月1日、所属事務所の分割に伴い、所属がエイベックス・マネジメント・エージェンシーへと変更された。
2025年7月31日、エイベックス・マネジメント・エージェンシーを退所。約18年間所属したエイベックスを離れた。「30代に突入する前に新しい一歩を踏み出してみたいと思うようになりました」と決断の経緯を明かしている。

## 人物
憧れの有名人は、エイベックス先輩である倖田來未、宇野実彩子（AAA）、また韓国の少女時代。憧れの男性は、主にAAAの他のメンバーと東方神起。エイベックスのオーディションを受けた動機は、倖田來未に会えるかもしれないというものであった。入社後は、宇野実彩子と、後輩かつファンという関係から親交を深め、公私にわたり厚遇を受けた。
趣味は音楽鑑賞、カラオケ。特技は笑顔。
兄弟構成は弟が一人。
好きな食べ物はから揚げ、お寿司、ラーメン。小学6年生のときのプロフィールでは、マンゴーと書かれていた。
嫌いな食べ物はピーマン、にんじん、わさび、シナモン。飲めなかったミルクティーが最近飲めるようになった。
好きなブランドは、titty&Co.、EMODA。
カラオケの得意曲はsupercellの「君の知らない物語」、JUJU feat. Spontaniaの「素直になれたら」。
三吉彩花とコンビを組む際は"みよまな"と称する。このコンビは2人で腕を組み合わせハートマークを作るポーズの生みの親であり、ファンの間では「みよまなポーズ」と称されている。
元Flower、E-girlsのボーカル兼パフォーマーである市來杏香、同じSeventeenモデルである中条あやみとは学生時代に同じクラスだった。また所属事務所の後輩である大原優乃や、元アイドリング!!!の橋本楓、高橋胡桃とも親交が深い。
中指、薬指、小指を曲げ、人差し指、親指で直角を作り、顎にのせる"まなみんポーズ"が流行ってるが、これは江野沢のコンプレックスである顎を隠すために行った行為が起源である。
韓国通である。K-POPに精通しているほか、化粧品も韓国製のものを愛用している。また日常会話程度であれば韓国語も話すことができる。
大のお笑い好き。特に和牛、しずる、コットン（旧「ラフレクラン」）のファン。1人で劇場に足を運ぶほどで本人は「映画館に1人で行くのと同じ感覚」と話している。

## 出演

### テレビ
- すイエんサー（2010年 - 2017年度、NHK教育）
- ヒルナンデス!（2017年7月21日、日本テレビ）
- タビフク+VR（2018年7月11日・7月18日、BS-TBS）
- THE突破ファイル（2020年3月12日、日本テレビ）再現VTR「佐藤優子(仮名)役」
- ジョシとドラゴン（2021年9月4日-　月　日、TBS）

### テレビドラマ
- マーダー★ミステリー 〜探偵・斑目瑞男の事件簿〜伊呂鳥荘・湯けむり温泉殺人事件（2022年3月4日・11日、朝日放送テレビ） - 黒須硝子 役[27][28]

### ラジオ
- 江野沢愛美のmanaminutes（2018年1月、TS ONE）
- まなみんのチャンチョアKOREA!（2018年4月、LOVE FM）

### ネット配信
- イマっぽTV（2017年4月7日 - 、AbemaTV）金曜レギュラーMC
- 安室奈美恵ファッション総選挙　FASHION MOVIE BEST 50（2018年9月9日、AbemaTV）[29]
- KANCOS HOLIC（2018年8月20日 - 、AbemaTV）
- 恋愛ドラマな恋がしたい 〜Kiss On The Bed〜（2020年9月26日 - 12月26日 、AbemaTV） [30]
  - 恋愛ドラマな恋がしたい Special Girls Talk by SHEIN（2022年5月25日、AbemaTV）[31]
- 酒癖50 第1話（2021年7月15日、AbemaTV） - 桜井雫 役[32]

### 映画
- 年々歳々（2009年6月12日） - 主演・川野みずき 役[9]
- 女の子ものがたり（2009年8月29日、IMJエンタテインメント / エイベックス・エンタテインメント） - マナ 役
- 深海獣雷牙（2009年8月15日、クロックワークス） - 江戸あかり 役
- 大人になった夏（2010年） - 桃子 役
- 傷だらけの悪魔（2017年2月4日、KADOKAWA） - 小田切詩乃(玖村詩乃) 役[33]
- 羊とオオカミの恋と殺人（2019年11月29日、プレシディオ） - 川崎春子 役[34]
- シライサン（2020年1月10日、松竹） - 加藤春奈 役[35]
- 劇場版 ほんとうにあった怖い話 事故物件芸人3（2021年9月10日、NSW）
- 幕が下りたら会いましょう（2021年11月26日、SPOTTED PRODUCTIONS） - 三橋ほのか 役[36]

### CM
- トステム住宅研究所 フィアスホーム（2008年4月 - ）
- 早稲田アカデミー（2008年）
- 花王 「フィーナオーブ　ブラシひと塗りシャドウN」（2018年）

### 舞台
- 東京俳優市場2009夏「灯（ひだま）にねがいを」（2009年）
- 東京俳優市場2010春「本当の恋の見つけ方」（2010年）

### ファッションショー
- シンデレラフェスVol.2（2015年4月2日、国立代々木競技場第一体育館）[37]
- 第9回関西コレクション2015 SPRING&SUMMER（2015年4月12日、京セラドーム大阪）[38]
- GirlsAward
  - GirlsAward 2015 SPRING/SUMMER（2015年4月29日、国立代々木競技場第一体育館）[39]
  - Rakuten GirlsAward 2023 AUTUMN/WINTER（2023年9月30日、幕張メッセ）[40]
- SHIZUOKA COLLECTION 2015 Autumn/Winter（2015年9月19日、グランシップ）
- 東京ガールズコレクション
  - 東京ガールズコレクション（2016年）
  - 第37回 マイナビ 東京ガールズコレクション 2023 AUTUMN／WINTER（2023年9月2日、さいたまスーパーアリーナ）[41]
- OKINAWA COLLECTION(沖縄コレクション) 2023（2023年9月24日、波の上うみそら公園）[42]

### ミュージックビデオ
- 大矢梨華子 - 「僕はまだ恋を知らない」（2020年）(MV出演)[動画 2]

## 書籍

### 雑誌連載
- ピチレモン（学研、2008年 - 2013年4月号）専属モデル
- Seventeen（集英社、2013年7月号 - 2018年1月号）専属モデル
- non-no（集英社、2018年3月号 - 2023年3月号）専属モデル

### 小説表紙
- たしかに恋だった。（著：未衣、集英社ピンキー文庫）
  - Twinkle Love（2014年9月25日）カバーモデル
  - Dearest Love（2014年11月21日）カバーモデル

### 動画
1. ↑  【初投稿】江野沢愛美、YouTube始めます! - YouTube（2020年9月26日）2022年11月20日閲覧。
2. ↑  “大矢梨華子 - 僕はまだ恋を知らない［OFFICIAL VIDEO］”. 大矢梨華子-Ooya Rikako- 公式チャンネル (2020年4月3日). 2020年4月4日閲覧。